# Invasión rusa en Manchuria
La invasión rusa de Manchuria ocurrió después de la primera guerra sino-japonesa (1894–5) cuando las preocupaciones respecto a la derrota de China por parte de los japoneses y la ocupación de Manchuria por parte de estos últimos hicieron que los rusos aceleraran sus planes para la expansión imperial en Eurasia.
Con la construcción del Ferrocarril del Sur de Manchuria, Mukden (ahora conocido como Shenyang) se convirtió en un bastión ruso, que lo ocupó después del levantamiento de los bóxers. Al igual que con todas las otras grandes potencias en China, Rusia exigió concesiones junto con el ferrocarril.
Durante el levantamiento de los bóxers, Rusia se involucró debido a su presencia en las legaciones extranjeras. Los cosacos rusos formaron parte de las fuerzas de ayuda de la Alianza de las Ocho Naciones durante las expediciones de Seymour y Gaselee, mientras que las fuerzas rusas también estuvieron presentes dentro de las legaciones durante los asedios a Beijing y Tianjin. Estas fuerzas operaron por separado de los involucrados en la invasión de Manchuria, con toda la operación dirigida exclusivamente por los rusos.

## Campaña
Los rusos invadieron Manchuria durante la rebelión, que fue defendida por los asaltantes manchúes. Los asaltantes fueron aniquilados mientras luchaban hasta la muerte contra los rusos, cada uno cayendo uno a la vez contra una invasión rusa de cinco puntas. El antropólogo ruso Sergeĭ Mikhaĭlovich Shirokogorov informó que los rusos mataron a muchos de los manchúes, aunque miles de ellos huyeron al sur. Los cosacos saquearon sus aldeas y propiedades y luego las quemaron. Manchuria estaba completamente ocupada después de la feroz lucha que tuvo lugar.

## Ataques de los bóxers al Ferrocarril Chino del Este
Los ataques de los bóxers al Ferrocarril Chino del Este durante el levantamiento de los bóxers tuvieron lugar en 1900. En respuesta, Rusia invadió Manchuria. Las tropas imperiales chinas participaron en ataques contra los rusos, en un incidente, las tropas chinas mataron a un cosaco. Otras 15 bajas rusas ocurrieron cuando la caballería china atacó a los rusos. Los bóxers destruyeron los ferrocarriles y cortaron líneas de telégrafos. Las minas de carbón de Yen-t'ai fueron quemadas por las fuerzas chinas.
Los chinos utilizaron el incendio provocado para destruir un puente que llevaba un ferrocarril y un cuartel el 27 de julio. Los bóxers destruyeron los ferrocarriles en Manchuria en una maniobra estratégica para impedir que los soldados enemigos se movieran. Se publicaron edictos imperiales que exigían ataques contra los rusos, las estaciones del Ferrocarril del Sur de Manchuria quedaron bajo el control de los bóxers.
Con la construcción del Ferrocarril del Sur de Manchuria, Mukden se convirtió en un bastión ruso, que lo ocupó después del levantamiento de los bóxers. Después de que Rusia invadiera el territorio con tropas regulares, el ferrocarril volvió a estar bajo control ruso.

## Defensa de Yingkou
La Batalla de Yingkou fue una batalla en la que las fuerzas chinas lucharon contra el ejército invasor ruso durante el levantamiento de los bóxers. A diferencia de las batallas en China durante el levantamiento de los bóxers, las batallas entre chinos y extranjeros en Manchuria fueron exclusivamente entre chinos y rusos. Los rusos eran la única fuerza que estaba atacando Yingkou, en ese momento uno de los principales puertos marítimos de Manchuria.
Yingkou fue dividida en dos, un asentamiento extranjero y una ciudad china. Mishchenko tuvo que enfrentarse a sus tropas reservadas para ganar la pelea. Cuando los rusos tomaron la ciudad, varios bóxers y tropas imperiales chinas lograron llevar a cabo una evacuación. Una combinación de mal tiempo, lluvias y barro dificultó el movimiento de las tropas rusas y sus armas.

## Batalla de Pai-t'ou-tzu
La Batalla de Pai-t'ou-tzu (Pinyin: Baitouzi) fue un enfrentamiento durante el levantamiento de los bóxers entre las fuerzas imperiales chinas regulares y un puesto de avanzada de la infantería rusa ubicada en territorio chino. Incluso antes de que los bóxers se alzaran contra la influencia extranjera, un puesto de tropas rusas había sido localizado a través de la frontera china cerca de la aldea de Pai-t'ou-tzu, que estaba cerca de Liaoyang. Fue guarnecido por 204 rusos bajo el coronel Mishchenko. Cuando comenzaron las hostilidades, las autoridades chinas ofrecieron una garantía de paso seguro a cambio de su retirada al sur de Liaoyang. Esto fue rechazado, y en cambio Mishchenko pidió más tropas rusas para reforzar su posición.
Antes de que la posición rusa pudiera ser reforzada, estallaron los combates. Durante las etapas iniciales de la batalla que siguió, los cañones chinos bombardearon los flancos derecho y delantero rusos, resultando en 14 muertes y 5 heridos para los rusos. Al disparar desde largas distancias a altas trayectorias, la artillería china alcanzó sus marcas, pero a corta distancia resultó ser inexacta. La infantería regular china armada con rifles avanzó arrastrándose bajo fuego de artillería hacia el perímetro de la defensa rusa de unos 106 metros cuadrados. Cuando el fuego ruso disminuyó, las tropas chinas renovaron su ataque. Las fuerzas chinas alternaron entre el avance y la retirada hasta que la posición rusa fue superada. Las pérdidas en ambos lados son inciertas, pero el destacamento ruso fue eliminado.

## Batallas del río Amur

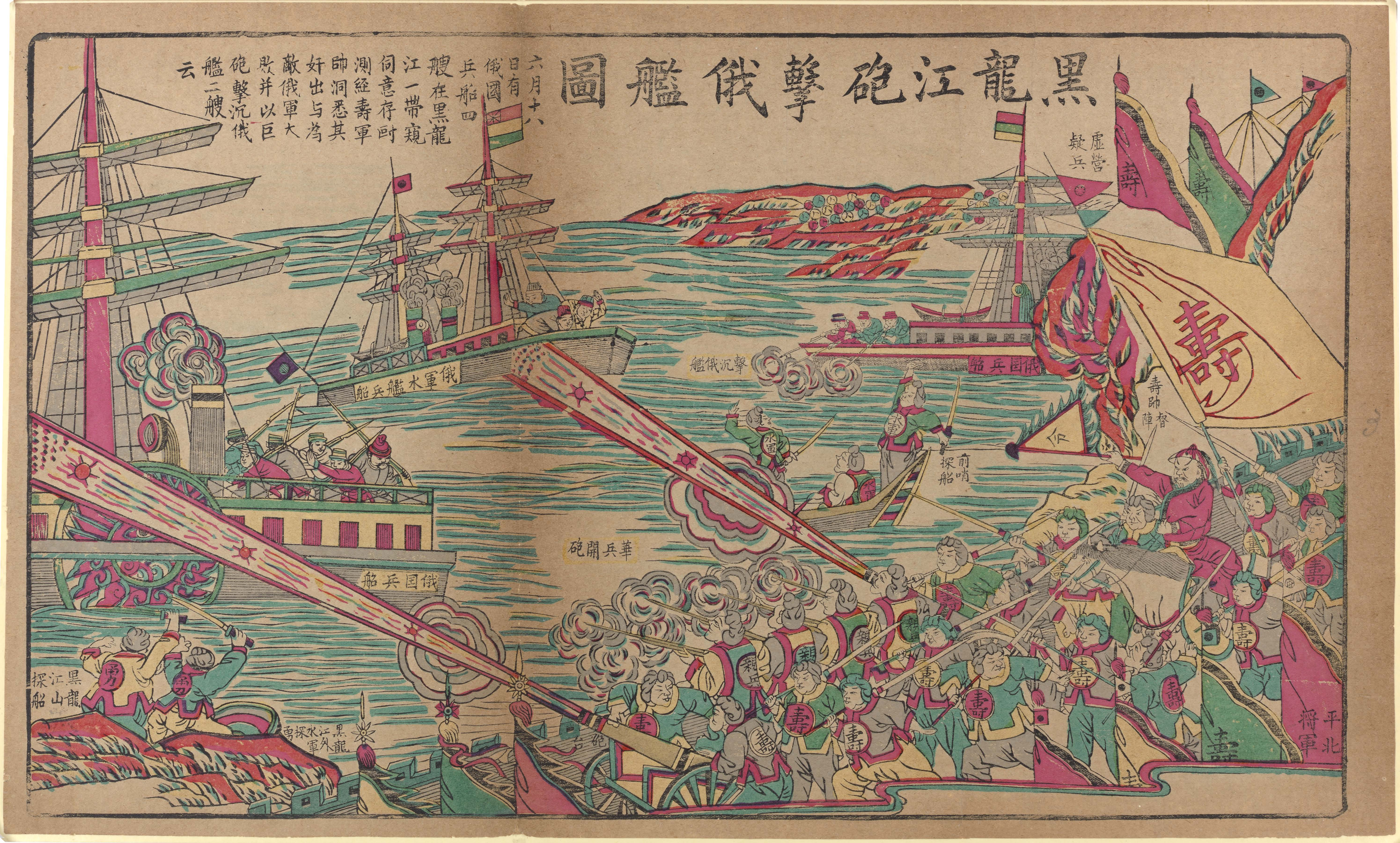

Las batallas del río Amur fueron enfrentamientos fronterizos entre las tropas del Ejército Imperial Chino y los bóxers contra las fuerzas rusas que intentaron controlar el río Amur para la navegación.
Los chinos convocaron a todos los hombres disponibles para luchar, y las fuerzas y guarniciones chinas reunieron artillería y bombardearon tropas y pueblos rusos en todo el Amur. A pesar de que los cosacos rechazaban los cruces del ejército chino hacia Rusia, las tropas del ejército chino aumentaron la cantidad de artillería y mantuvieron el bombardeo. En venganza por los ataques a las aldeas chinas, las tropas de bóxers quemaron ciudades rusas y casi aniquilaron una fuerza rusa en Tieling.
El gobernador ruso K. N. Gribsky ordenó a los cosacos que destruyeran todos los puestos chinos en el río Amur, y los cosacos completaron la misión en julio. El 20 de julio, las fuerzas rusas (incluyendo 16 compañías de infantería, cien cosacos y 16 cañones) cruzaron el Amur cerca de Blagoveshchensk con el apoyo de los buques de vapor Selenga y Sungari. El 20 de julio, las tropas rusas capturaron Saghalien; el 22 de julio, Aigun.

Después de la victoria sobre las fuerzas chinas, el gobernador general de la región de Amur, Nikolai Grodekov, decidió anexar la orilla derecha del río Amur y envió un telegrama a San Petersburgo, pero el ministro de guerra ruso Aleksey Kuropatkin prohibió tal acción:
Debido a la restauración de la buena relación con China en el futuro más cercano, Su Majestad decidió no anexar ninguna parte de China.

## Invasión rusa del norte y centro de Manchuria
El aplastamiento de los bóxers en el norte y centro de Manchuria fue la invasión de los 100.000 efectivos del ejército ruso de Manchuria. Estos eventos forman parte del período conocido como el levantamiento de los bóxers.
El 29 de junio, la primera fuerza rusa (dos regimientos de rifle y algunos cosacos de Jabárovsk) cruzaron la frontera china, seguidos por unidades de Blagoveshchensk, Nikolsk-Ussuriski y otras ciudades.
La campaña en Manchuria fue conducida tanto por el ejército imperial regular, incluyendo a abanderados manchúes y a tropas imperiales chinas, como a bóxers.
Los rusos invadieron Manchuria durante la rebelión, que fue defendida por asaltantes manchúes. Los abanderados fueron aniquilados mientras luchaban hasta la muerte contra los rusos, cada uno cayendo uno a la vez contra una invasión rusa de cinco puntas. Los rusos mataron a muchos de los manchúes, miles de ellos huyeron al sur. Los cosacos rusos saquearon algunas de sus aldeas y propiedades y luego los quemaron hasta convertirse en cenizas, pero como venganza, los bóxers chinos y el ejército imperial llegaron a una gran aldea rusa y mataron a muchos civiles y saquearon y quemaron todas sus casas como venganza y mataron a muchos defensores rusos. Manchuria fue parcialmente ocupada después de la feroz lucha que tuvo lugar.

## Consecuencias
En noviembre de 1900, la mayor parte de Manchuria estaba asegurada por las fuerzas rusas. El ministro de guerra, el general Kuropatkin, informó que las pérdidas rusas fueron de 22 oficiales y 220 hombres muertos, junto con 60 oficiales y 1.223 hombres heridos. No existen registros para las pérdidas chinas, pero las estimaciones las sitúan en niveles mucho más altos que las víctimas rusas. El teniente general Nikolai Linevich, por ejemplo, dio órdenes de destruir ciudades y ejecutar a chinos en represalia por ataques contra el ferrocarril ruso en Manchuria. Esta política se cambió más tarde y al menos ocho cosacos fueron ejecutados por un tribunal militar por delitos contra civiles.
Serguéi Witte aconsejó al Zar que retirara las fuerzas rusas de Manchuria, pero Kuropatkin abogó por una presencia rusa continua en Manchuria. Los rusos intentaron obtener acuerdos favorables para ellos mismos a cambio de la retirada, pero China se negó.
Los honghuzis continuaron azotando a Manchuria a pesar de los múltiples intentos de erradicación y asesinatos en masa dirigidos contra ellos por las fuerzas cosacas. Fueron alistados por los japoneses durante la guerra ruso-japonesa para atacar a los rusos en su retaguardia.